# Eudryas cypris
Eudryas cypris là một loài bướm đêm trong họ Noctuidae.